# Eruzione dell'Etna del 1911
L'eruzione dell'Etna del 1911 ebbe inizio tra il 9/10 settembre 1911 e si concluse improvvisamente il 22 settembre successivo dopo aver distrutto boschi e vigneti e interrotto la linea ferroviaria della Ferrovia Circumetnea in località Solicchiata. Fu causa della nascita del Cratere di Nord-Est.

## Fasi dell'eruzione
L'eruzione fu preceduta da una serie di fratturazioni apertesi a partire dal 27 maggio 1911 sul fianco nord-orientale del cratere centrale del vulcano, da quota 3000 m s.l.m. e fino a circa 2300 m, seguite dallo sprofondamento di una vasta parte dello stesso per circa un centinaio di metri e dall'apertura di una serie di fenditure tra 2550 m e 2000 m in direzione del monte Nero. Le settimane seguenti mostrarono solo una lieve attività vulcanica dalla nuova bocca, con fuoruscita di fumo bianco secco a 82 °C ed emissione di vapori solforosi.
Nel mese di agosto dal cratere centrale e dalla nuova bocca si ebbe una certa attività stromboliana fino alla mezzanotte tra il 9 e il 10 settembre quando si innescò una forte attività sismica ed esplosiva con lancio di lava e materiali incandescenti e formazione del classico "pino vulcanico" che raggiunse un'altezza di circa duemila metri; contestualmente si allungavano le precedenti fenditure fino a raggiungere la pineta di Linguaglossa con fuoruscita di magma fluido. Complessivamente tra il 10 e l'11 settembre si aprirono 16 bocche eruttive visibili da Linguaglossa di cui due emettevano lava.
Dal 12 settembre erano in attività eruttiva una serie di bocche a bottoniera, circa 30, a sud-est di Monte Nero da cui sgorgava una importante colata che seguiva il percorso dell'eruzione del 1646; un'altra serie di bocche a nord-est dello stesso monte emetteva un'altra grossa colata di lava che già nella serata del 12 aveva raggiunta la strada provinciale per Randazzo e la ferrovia.
L'emissione lavica delle varie fenditure raggiunse la sua maggiore intensità nel pomeriggio del 15 settembre; il 19 settembre la colata occidentale aveva già distrutto coltivazioni a vigneto e case di campagna della "valle dell'Imboschimento" e coperto, fino a 30 m di altezza, circa 800 m di linea della Ferrovia Circumetnea tra le località di Solicchiata e Rovittello; le altre colate si erano allargate rallentando la corsa. La lava proseguì per oltre 2 km oltre la linea ferrata. Il 22 settembre, improvvisamente, dopo tredici giorni, nei quali avevano percorso circa 7,5 km e durante i quali era però nato il nuovo Cratere di Nord-Est le lave si arrestarono prima di divenire una minaccia per il fiume Alcantara.
Per tutto il periodo, ma particolarmente tra l'11 e il 16 settembre il cratere centrale aveva emesso grandissime quantità di cenere che aveva provocato danni e disagi respiratori fino a Catania.
Una prospezione effettuata il 1 ottobre rilevava che erano state in attività ben 7 gruppi di bocche (fenditure) con un numero complessivo di coni che raggiungeva il centinaio.
La tratta ferroviaria venne ricostruita successivamente.